# Mason Versaw
Mason Alexander Versaw (Nueva York, 20 de noviembre de 2000) es un actor estadounidense.

## Filmografía

### Televisión
| Año  | TÍtulo      | Personaje     | Notas                      |
| ---- | ----------- | ------------- | -------------------------- |
| 2021 | Blue Bloods | Donald Turner | Episodio: "The New Normal" |
| 2021 | Gossip Girl | Simon Rivera  |                            |
| 2022 | Boo, Bitch  | Jake C.       |                            |

### Cine
| Año  | Película            | Notas             |
| ---- | ------------------- | ----------------- |
| 2021 | Tick, Tick... Boom! | Jonatán (16 años) |
| 2021 | Sex Appeal          | Casper            |